# 北東北
北東北（日语：／ Kitatōhoku */?）指的是日本東北地方北部，青森縣、岩手縣、秋田縣3縣的總稱。對應詞是南東北（みなみとうほく）。

## 自然地理
- 山：岩手山、八甲田山、岩木山、白神山地
- 川：北上川、雄物川
- 湖：田澤湖、十和田湖
- 平原：秋田平原、津輕平原、八戶平原
- 盆地：北上盆地、横手盆地

## 關聯條目
- 東北地方
- 東北地方經濟史
- 南東北
- 北海道 - 道南
- 蝦夷
- 北東北大學棒球連盟
- 北部地區大學棒球連盟